# Объезд (телесериал)
Объе́зд (англ. The Detour) — американский комедийный телесериал, созданный Джейсоном Джонсом и Самантой Би «о семейном отпуске, который быстро выходит из-под контроля».
В нём снимались: Джейсон Джонс, Натали Зеа, Эшли Герасимович и Лиам Кэрролл.
- Сериал вышел в эфир на TBS с 11 апреля 2016 года по 20 августа 2019 года.
- Шоу было продлено во второй сезон 6 апреля 2016 года, за пять дней до премьеры сериала[2].
  - Премьера второго сезона состоялась 21 февраля 2017 года.
- 25 апреля 2017 года TBS заказал третий сезон сериала[3].
- 11 мая 2018 года сериал был продлён на четвёртый сезон, премьера которого состоялась 18 июня 2019 года[4][5].
- 4 сентября 2019 года TBS завершил сериал после четырёх сезонов[6].

## Сюжет
В центре действия сериала семья Нейта Паркера-младшего (Джейсон Джонс), его жены Робин Рэндалл (Натали Зеа) и их детей, четырнадцатилетних близнецов Далилы (Эшли Герасимович) и Джареда (Лиам Кэрролл), когда они едут из своего дома в Сиракузах, штат Нью-Йорк во Флориду на семейный отдых. Во время поездки происходит череда поисшествий, таких как: проблемы с автомобилем, столкновения с правоохранительными органами, непредвиденные медицинские проблемы и конфликты с местными жителями. Кроме того, выясняется, что у Нейта накопилось несколько профессиональных проблем, прежде чем покинуть Сиракузы, и у него есть скрытые мотивы для поездки во Флориду, что иллюстрируется его воспоминаниями, а также — кадрами с участием сотрудников нескольких правоохранительных органов и допросу в связи с предполагаемыми преступлениями Нейта Паркера-младшего.

## В ролях
- Джейсон Джонс[англ.] в роли Нейта Паркера-младшего
- Натали Зиа в роли Робин Рэндалл[8] и Блюджей «Би Джей» Рэндалл
- Эшли Герасимович в роли Далилы Паркер[9]
- Лиам Кэрролл в роли Джареда (Джареба) Паркер
- Даниэлла Пинеда в роли Ванессы Рэндалл[10] (сезон 1-3; голос только сезон 4)
- Мэри Гриль в качестве Федерального агента Мэри[11] (сезон 1; гость, сезон 2)
- Лаура Бенанти в качестве агента USPIS Эди Рэндалл[12] (сезон 3; повторение, сезон 2; голос только сезон 4)

### Периодически появляющиеся
- Фил Ривз в роли Джина
- Джеффри Винсент Париз в роли Карлоса (сезон 2)
- Том Амандес[англ.] в роли доктора Роба (сезон 1)
- Джадж Рейнхолд в роли Дэйви (сезон 1)
- Маз Джобрани в роли Гупты (1 сезон)
- Вероника Розати в роли Оксаны (1 сезон)
- Уэйн Капарас в роли Лобсонга (сезон 1)
- Джеймс Кромвель в роли Джека «JR» Рэндалла (2 и 4 сезоны)
- Мамуду Ати в роли агента USPIS Карла (2 сезон)
- Макс Казелла в роли Джо Делишеса (сезон 2-3)
- Дарин Купер в качестве агента ICE (сезон 1)
- Винс Фостер в качестве агента USDA (1 сезон)
- Дежа Ди в качестве агента DEA (1-й сезон)
- Тейлор Ковальский в роли Билли Эванса (1 сезон)
- Адам Бойер в роли Морриса (1 сезон)
- Денитра Ислер в роли Латиши (1 сезон)
- Мэри Крафт как Шелли
- Анджелина Льюис в роли Светланы (1 сезон)
- Пол Кунео в роли Карла (сезон 1)
- Себастьян Греко в роли Калеба (1 сезон)
- Бритт Рентшлер в роли Мелиссы (1 сезон)
- Самуэль Вьельма в роли Марко (сезон 1)
- Джонатан Д. Уильямс в роли Пола (сезон 1)
- Джефф Блюменкранц в роли Ларса (2 сезон)
- Тедди Канез в роли Конрада (2 сезон)
- Донша Хопкинс как Чейз (Сезон 2)
- Марселин Хьюго в роли Джудит (сезон 2)
- Катрина Гени в качестве судьи (сезон 2)
- Мередит Хендерхан как Стенограф (Сезон 2)
- Саверио Герра в роли Пэдди Гринберга (2 сезон)
- Палома Гусман в роли Карлиты (2 сезон)
- Перри Юнг в роли Чжи (сезон 2)
- Эрик Кинг в роли Харриса (2 сезон)
- Джоселин Био в роли Изабеллы (сезон 2)
- Кевин Таунли в роли Мартина (2 сезон)
- Акира Ито в роли IRS Drone (сезон 2)
- Джим Сантангели в качестве офицера спецназа (сезон 2)
- Эми Шилс в роли Николь (2 сезон)
- Сулейман Си Саване в роли африканца (сезон 2)
- Дэйв Хэнсон в роли агента Рэнди (сезон 2)
- Ричард Нваоко в роли Бобби (сезон 2)
- Флетчер Би-Джонс в роли молодого Нейта
- Саманта Би как мать Нейта
  - Ребекка Кун как мать Нейта (старше)
- Кейтлинн Медрек в роли медсестры (3 сезон)
- Кристина Коллард в роли Наоми (2 сезон)

## Разработка и производство
TBS заказал пилотный эпизод, написанный Джейсоном Джонсом и Самантой Би в октябре 2014 года.
Сюжет основан на собственном опыте пары на семейном отдыхе.
Было заказано десять эпизодов в феврале 2015 года.

## Эпизоды
| Сезон | Серии | Серии | Даты показа      | Даты показа     |
| Сезон | Серии | Серии | Первая серия     | Последняя серия |
| ----- | ----- | ----- | ---------------- | --------------- |
| 1     | 10    | 10    | апрель 11, 2016  | май 30, 2016    |
| 2     | 12    | 12    | февраль 21, 2017 | апрель 25, 2017 |
| 3     | 10    | 10    | январь 23, 2018  | март 27, 2018   |
| 4     | 10    | 10    | июнь 18, 2019    | август 20, 2019 |

### 1 сезон (2016)
| № общий | № в сезоне | Название         | Режиссёр       | Автор сценария             | Дата премьеры   | Произв. код | Зрители U.S. (млн) |
| --- | ---------- | ---------------- | -------------- | -------------------------- | --------------- | ----------- | ------------------ |
| 1 | 1          | «The Pilot»      | Steve Pink     | Jason Jones & Samantha Bee | апрель 11, 2016 | 101         | 1.166              |
| Нейт, Робин и их дети направляются из Сиракуз в Форт Лодердейл в семейном минивэне — вместо того, чтобы лететь. Среди дальнобойщиков, агрессивных водителей и придорожных мест для завтрака, семья узнает, что ничто на дороге не является тем, чем кажется на первый взгляд. |            |                  |                |                            |                 |             |                    |
| 2 | 2          | «The Hotel»      | Steve Pink     | Jason Jones                | апрель 11, 2016 | 102         | 1.043              |
| «Синий Гром» («Blue Thunder»), семейный фургон, должен быть отремонтирован за ночь после падения в кювет, поэтому Паркеры ночуют в мотеле по соседству. |            |                  |                |                            |                 |             |                    |
| 3 | 3          | «The Tank»       | Steve Pink     | Mike Beaver                | апрель 18, 2016 | 103         | 0.841              |
| Паркеры с трудом вернулись к поездке после того, как Нейта остановили за вождение в нетрезвом виде. Он совершенно трезв, но каким-то образом получилось так, что он должен провести 2 часа в местном вытрезвителе.                                                            |            |                  |                |                            |                 |             |                    |
| 4 | 4          | «The Restaurant» | Brennan Shroff | Jason Jones                | апрель 25, 2016 | 104         | 0.863              |
| Вернувшись к путешествию, Паркеры неохотно останавливаются, чтобы поесть в возмутительно нетолерантном придорожном ресторане с элементами театрального шоу под названием Конкистадоры (Conquistadors).                                                                        |            |                  |                |                            |                 |             |                    |
| 5 | 5          | «The B & B»      | Jeff Tomsic    | Samantha Bee               | май 2, 2016     | 105         | 0.771              |
| Пока дети восстанавливают здоровье после острого пищевого отравления, родители решают немного отдохнуть в Южном «B&B». Их угощают южным гостеприимством, южными обычаями и русской водкой.                                                                                    |            |                  |                |                            |                 |             |                    |
| 6 | 6          | «The Wedding»    | Jeff Tomsic    | Neena Beber                | май 9, 2016     | 106         | 0.843              |
| Вместо того, чтобы вернуться к поездке, Робин соглашается провести церемонию бракосочетания южного джентльмена доктора Роба и его русской невесты, но вскоре понимает, что что-то тут ужасно неправильно.                                                                     |            |                  |                |                            |                 |             |                    |
| 7 | 7          | «The Road»       | Jason Jones    | Jason Jones                | май 16, 2016    | 107         | 0.695              |
| В то время как «Синий Гром» застрял в пробке, Нейт и Робин прогуливаются по переулкам памяти, вспоминая о том, как они встретились; а дети получают важный урок насчёт «слишком много информации». «Серьезно. Слишком. Хватит нам всё это рассказывать».                      |            |                  |                |                            |                 |             |                    |
| 8 | 8          | «The Drop»       | Joe Kessler    | Chad Carter                | май 23, 2016    | 108         | 0.837              |
| Нейту нужно съездить в Солвейшн, штат Флорида, где Рождество каждый день в году (кроме Рождества). Ситуация накаляется, когда семья обнаруживает, что Нейт лгал им — в дополнение к тому, что его преследуют «правительственные головорезы».                                  |            |                  |                |                            |                 |             |                    |
| 9 | 9          | «The Track»      | Jeff Tomsic    | Brennan Shroff             | май 30, 2016    | 109         | 0.894              |
| Паркеры, наконец-то, достигают Форта Лодердейла только для того, чтобы план Нейта вернуть свою работу полностью развалился; но, благодаря мероприятию на близлежащем автогоночном треке, перед ним забрезжила надежда.                                                        |            |                  |                |                            |                 |             |                    |
| 10 | 10         | «The Beach»      | Jeff Tomsic    | Mike Beaver & Jason Jones  | май 30, 2016    | 110         | 0.777              |
| Нейт, Робин и дети пытаются сделать так, чтобы компания Нейта потерпела крах. Это будет нелегко, но, как мы уже узнали, эта семья никогда не сдаётся. |            |                  |                |                            |                 |             |                    |

### 2 сезон (2017)
| № общий | № в сезоне | Название   | Режиссёр       | Автор сценария                           | Дата премьеры    | Произв. код | Зрители U.S. (млн) |
| --- | ---------- | ---------- | -------------- | ---------------------------------------- | ---------------- | ----------- | ------------------ |
| 11 | 1          | «The City» | Brennan Shroff | Chad Carter & Jason Jones & Samantha Bee | февраль 21, 2017 | 201         | 1.456              |
| Нейту предлагают новую работу в Нью-Йорке, поэтому семья переезжает из Сиракуз в «Большое Яблоко», но Робин не в восторге, и, конечно, попасть туда будет намного сложнее, чем должно было БЫ быть.       |            |            |                |                                          |                  |             |                    |
| 12 | 2          | «The Club» | Brennan Shroff | Jess Lacher                              | февраль 21, 2017 | 202         | 1.113              |
| Бывший Робин, Карлос, заманивает её обратно в их дикое прошлое с посещением клуба, где они раньше веселились. Между тем, дети встречают нового босса Нейта; а Нейт ревнует, когда видит Робин с Карлосом. |            |            |                |                                          |                  |             |                    |
| 13 | 3          | «The Tub»  | Brennan Shroff | Kristy Lopez-Bernal                      | февраль 28, 2017 | 203         | 0.984              |
| Когда Нейт и Робин размышляют о том, не завести ли им ещё одного ребенка, случайная встреча с соседями превращается в роды на дому; Далила узнаёт, что значит быть «третьим колесом».                     |            |            |                |                                          |                  |             |                    |

## Критика
- На Rotten Tomatoes первый сезон имеет рейтинг одобрения 78 %, основанный на 23 обзорах, со средним рейтингом 6,9 / 10. Критический консенсус сайта гласит: «Иногда обдуманно, но часто честно и привлекательно, «Объезд» вызывает смех, когда история пытается найти свой путь»[25].
- На Метакритике, первый сезон имеет счет 69 из 100, основываясь на 19 критиках[26].
- На Rotten Tomatoes второй сезон имеет рейтинг одобрения 100 %, основанный на 5 обзорах, со средним рейтингом 6,9 / 10.[27].
- На «Метакритике» сезон имеет средневзвешенную оценку 77 из 100, основанную на 4 критиках, что указывает на «в целом благоприятные отзывы»[28].